# Pinsà rosat de tres bandes
El pinsà rosat de tres bandes (Carpodacus trifasciatus) és una espècie d'ocell de la família dels fringíl·lids (Fringillidae).

## Hàbitat i distribució
Habita boscos de coníferes de les muntanyes de l'oest de la Xina. En hivern viatja cap al sud, fins al Tibet.